# Sunderland, Massachusetts
Sunderland är en kommun (town) i Franklin County i delstaten Massachusetts, USA. Vid folkräkningen år 2010 bodde 3 684 personer på orten. Den har enligt United States Census Bureau en area på totalt 38,2 km², varav 1,3 km² är vatten.